# Legenden von Chima
Legenden von Chima (Legends of Chima) ist eine animierte Familien-Action-Animations-Fernsehserie, die 2013 erstmals ausgestrahlt und ein Jahr später wieder eingestellt wurde.
Sie spielt zwar in einer eigenen Welt, gehört aber seit der fünften Staffel der zeitweise parallel laufenden Serie Ninjago in deren Kosmos, da die Protagonisten in der letzten Episode jener Staffel einen Cameo-Auftritt hatten.

## Handlung
Chima ist ein Land, in dem viele verschiedene Tierstämme leben, die aufrecht gehen können und sich ähnlich wie Menschen verhalten.
Der Hauptangelpunkt ist die Energiequelle namens „Chi“, aus welcher die Tiere ihre Kraft schöpfen.

### Staffel 1
In der ersten Staffel bekriegen sich die Tierstämme gegenseitig, allen voran die Löwen und Krokodile.
Zwar sind die Prinzen beider Stämme – Laval und Cragger – eng befreundet, jedoch kommt es zu einem tragischen Unglück, als bei einer Schlacht die Eltern von Cragger in einer Schlucht verschwinden und für tot gehalten werden.
Daraufhin beeinflusst Craggers intrigante Schwester Crooler ihren Bruder und stiftet ihn zu einigen Handlungen an, die große Konsequenzen haben. Zwischenzeitlich bahnt sich ein Frieden an, doch Croolers erneutes Eingreifen führt zu Lavals Exil und verschärft die Lage.
Im Staffelfinale kommt es zum erneuten Duell zwischen Laval und Cragger, bei dem ersterer von der Brücke stürzt und stirbt. Cragger verändert daraufhin seine Meinung und entschuldigt sich für seine Taten. Allerdings stellt sich heraus, dass Laval seinen Tod vorgetäuscht hat, und er erscheint mit dem legendären Krokodil – einem der insgesamt acht Tiere, welches seine Ursprungsform beibehalten hat. 
Mit diesem bringt er zudem Craggers Mutter Königin Crunket zurück, welche vor einer größeren Gefahr warnt.

### Staffel 2
Als die Chi-Quellen auf dem Berg Cavora versiegen und neue Stämme von Skorpionen, Spinnen und Fledermäusen das Land heimsuchen, beschließen Laval und Cragger mit den Vertretern der übrigen sechs Stämme die anderen legendären Tiere zu suchen, da nur sie in der Lage sind, Chima zu retten.
Auf der Suche nach diesen Tieren trifft die Gruppe auf den im Exil lebenden Löwen Lavertus, welcher ihnen Unterschlupf gewährt und ihnen hilft.
Im Finale kommt heraus, dass Lavertus der Bruder von Lavals Vater war und aufgrund einer Intrige von Craggers Vater Crominus das Land verlassen musste.
Im letzten Moment greift Lavertus ein, bewahrt die Gruppe vor einer drohenden Niederlage und ermöglicht der Gruppe sowie den legendären Tieren die Flucht. Er selbst bleibt mit den Kriechtieren in der einstürzenden Höhle zurück.
Wieder beim Löwentempel erfährt Lagravis – Lavals Vater – von der Heldentat seines Bruders und sieht mit den anderen zu, wie die Quellen des Chi wiedererwachen.

### Staffel 3
Durch einen Fehler der Kriechtiere werden drei Stämme aus der Urzeit von Chima erweckt und bahnen sich den Weg an die Oberfläche.
Ihr Anführer, Sir Fangar, will das Land in eine ewige Eiszeit stürzen und bedient sich hierzu der Hilfe der drei Stämme – Säbelzahntiger, Mammute und Geier, welche er um sich schart.
Um dieser Bedrohung entgegenzuwirken, wenden sich Laval und Cragger an Eris, welche Bekanntschaft mit dem Stamm der Phönixe gemacht hat.
Nachdem beide die sogenannte „Feuerprüfung“ überstanden haben, erlernen sie erstmals den Umgang mit Feuer-Chi, womit die Eisstämme erstmals Rückschläge erleiden.
Jedoch gelingt es Fangar mit einem Trick, den loyalen Wächter des Phönixtempels Tormak zu zwingen, eine wertvolle Karte zu stehlen, wobei dieser in Flammen aufgeht und sich in einen Panther verwandelt. Nachdem Fangar einen weiteren Stamm – den der Frost- bzw. Eisbären – erweckt hat, schreitet die Vereisung Chimas voran.
Um Fangar endgültig zu stoppen, suchen Laval und Cragger mit ihren Verbündeten nach den acht Feuerflügeln, um eine große Erleuchtung – und somit Chimas Enteisung – herbeizuführen.
Bei der Suche stellt sich heraus, dass Lavertus am Leben ist. Er kämpft gemeinsam mit Lagravis verbittert gegen die Eisstämme, welche bereits den Löwentempel belagern. 
Schließlich gelingt es der Gruppe mit Flinx – dem Sohn des Phönixfürsten – die große Erleuchtung herbeizuführen und Chima zu enteisen.
Die Serie endet damit, dass die Protagonisten auf dem Berg Cavora versammelt sind und zufrieden auf ihr Land schauen.

## Synchronisation
Die deutschsprachige Synchronisation entstand bei der SDI Media Germany GmbH in Berlin; die Dialogregie führten Kim Hasper und Ludwig Schultz.
| Hauptbesetzung         | Hauptbesetzung | Hauptbesetzung       | Hauptbesetzung             | Hauptbesetzung                                     | Hauptbesetzung                                      |
| Rollenname             | Sprecher       | Hauptrolle           | Nebenrolle                 | Deutscher Sprecher                                 | Beschreibung                                        |
| ---------------------- | -------------- | -------------------- | -------------------------- | -------------------------------------------------- | --------------------------------------------------- |
| Laval                  | Scott Shantz   | 1.01–3.15            |                            | Kim Hasper                                         | Prinz der Löwen                                     |
| Cragger                | David Attar    | 1.01–3.15            |                            | Tim Sander                                         | Prinz der Krokodile                                 |
| Eris                   | Bethany Brown  | 1.01–3.15            |                            | Sonja Spuhl                                        | Prinzessin der Adler                                |
| Worriz                 | Scott Shantz   | 1.01–3.15            |                            | Tim Knauer                                         | Rudelanführer der Wölfe                             |
| Lagravis               | Bill Courage   | 1.01–2.06            | 3.01–3.15                  | Helmut Gauß                                        | König der Löwen, Lavals Vater                       |
| Crooler                | Bethany Brown  | 1.01–2.06            | 3.01–3.15                  | Tanya Kahana                                       | Craggers Schwester                                  |
| Crunket                | Meghan Kinsley | 1.01–1.02, 2.01–2.06 | 1.13, 1.20, 3.01–3.15      | Peggy Sander                                       | Königin der Krokodile                               |
| Crominus               | Bill Courage   | 1.01–1.02, 2.05–2.06 | 1.13, 1.20–2.01, 3.01–3.15 | Dieter Memel                                       | König der Krokodile                                 |
| Lavertus / Shadow Wind | Bill Courage   | 2.01–2.06, 3.12–3.15 | 1.08, 1.10–1.13, 1.20      | Michael Pan (Staffel 2) Gerald Schaale (Staffel 3) | Bruder von Lagravis, Onkel von Laval                |
| Scorm                  | Michael Patric | 2.01–2.06            | 3.01, 3.10                 | Joachim Kaps                                       | Anführer der Kriechtiere                            |
| Sir Fangar             | Chris Durchand | 3.01–3.15            |                            | Niko Macoulis                                      | Anführer der Eisstämme                              |
| Tormak                 | Dave Pettitt   | 3.05–3.15            |                            | Sven Gerhardt                                      | Wächter des Phönixtempels, Adoptivvater von Li'Ella |

| Nebenbesetzung | Nebenbesetzung  | Nebenbesetzung                             | Nebenbesetzung      |
| Rollenname     | Sprecher        | Nebenrolle                                 | Deutscher Sprecher  |
| -------------- | --------------- | ------------------------------------------ | ------------------- |
| Gorzan         | Michael Patric  | 1.01–3.15                                  | Nico Sablik         |
| Razar          | Jeff Evans Todd | 1.01–3.15                                  | Dirk Stollberg      |
| Crawley        | Jeff Evans Todd | 1.01–2.04, 2.06–3.01, 3.10–3.11, 3.14–3.15 | Bastian Sierich     |
| Rinona         | Bethany Brown   | 2.01–2.03                                  | Maria Koschny       |
| Rinona         | Bethany Brown   | 2.04–2.06, 3.14–3.15                       | Sarah Méndez Garcia |
| Spinlyn        | Bethany Brown   | 2.02–3.01, 3.10                            | Susanne von Medvey  |
| Maula          | Meghan Kinsley  | 3.01–3.15                                  | Sabine Walkenbach   |
| Fluminox       | Jesse Inocalla  | 3.05–3.15                                  | Walter von Hauff    |
| Flinx          | John Nelson     | 3.05–3.15                                  | Sebastian Fitzner   |

## Episodenliste
Geschrieben wurden die Folgen von John Derevlany, Regie führte Peder Pedersen.

### Staffel 1:(Power of the Chi)
| Nr. (ges.) | Nr. (St.) | Deutscher Titel              | Originaltitel                               | Erstausstrahlung USA | Deutschsprachige Erstausstrahlung (D) |
| ---------- | --------- | ---------------------------- | ------------------------------------------- | -------------------- | ------------------------------------- |
| 1          | 1         | Wie alles begann – Teil 1    | The Legend of Chima (Pilot Episode Part 1)) | 16. Jan. 2013        | 24. Feb. 2013                         |
| 2          | 2         | Wie alles begann – Teil 2    | The Great Story (Pilot Episode Part 2))     | 16. Jan. 2013        | 24. Feb. 2013                         |
| 3          | 3         | Hindernisse                  | The Warrior Within                          | 27. März 2013        | 8. Sept. 2013                         |
| 4          | 4         | Der Ausflug                  | The Joy Ride                                | 17. Juli 2013        | 8. Sept. 2013                         |
| 5          | 5         | Markttag                     | Market Day                                  | 24. Juli 2013        | 15. Sept. 2013                        |
| 6          | 6         | Das Heiligtum der Wölfe      | Attack On Eagle Spire                       | 31. Juli 2013        | 15. Sept. 2013                        |
| 7          | 7         | Der Hundert-Jahre-Mond       | The Hundred Year Moon                       | 7. Aug. 2013         | 22. Sept. 2013                        |
| 8          | 8         | Das große Rennen             | The Biggest Race Ever                       | 21. Aug. 2013        | 22. Sept. 2013                        |
| 9          | 9         | Gorillas außer Rand und Band | Gorilla Gone Wild                           | 28. Aug. 2013        | 29. Sept. 2013                        |
| 10         | 10        | Das Renn-Chaos               | Foxtrot                                     | 12. Sept. 2013       | 29. Sept. 2013                        |
| 11         | 11        | Hilfe von Shadow Wind        | The CHI Jackers                             | 19. Sept. 2013       | 29. Sept. 2013                        |
| 12         | 12        | Ungleichgewicht in Chima     | Balancing Act                               | 26. Sept. 2013       | 23. Feb. 2014                         |
| 13         | 13        | Ausgetrickst                 | Crocodile Tears                             | 3. Okt. 2013         | 23. Feb. 2014                         |
| 14         | 14        | Das falsche CHI              | Fake CHI, Real Trouble                      | 10. Okt. 2013        | 2. März 2014                          |
| 15         | 15        | Diebische Raben              | Ravens Vs. Eagles                           | 17. Okt. 2013        | 2. März 2014                          |
| 16         | 16        | Friedensverhandlung          | Reunion Gone Wrong                          | 24. Okt. 2013        | 9. März 2014                          |
| 17         | 17        | Verstoß gegen die Regeln     | Laval In Exile                              | 7. Nov. 2013         | 9. März 2014                          |
| 18         | 18        | Die schwarze Wolke           | The Black Cloud                             | 14. Nov. 2013        | 9. März 2014                          |
| 19         | 19        | Der Lebensberg von Chima     | Chima Falls                                 | 21. Nov. 2013        | 16. März 2014                         |
| 20         | 20        | Für Chima!                   | For Chima!                                  | 5. Dez. 2013         | 16. März 2014                         |

### Staffel 2:(Quest for the Legend Beasts)
| Nr. (ges.) | Nr. (St.) | Deutscher Titel                    | Originaltitel          | Erstausstrahlung USA | Deutschsprachige Erstausstrahlung (D) |
| ---------- | --------- | ---------------------------------- | ---------------------- | -------------------- | ------------------------------------- |
| 21         | 1         | Ausflug ins Hinterland             | Into The Outlands      | 15. März 2014        | 23. März 2014                         |
| 22         | 2         | Gefangen im Netz                   | A Tangled Web          | 22. März 2014        | 23. März 2014                         |
| 23         | 3         | Das Geheimnis um Shadow Wind       | The Legend Thief       | 29. März 2014        | 30. März 2014                         |
| 24         | 4         | Schlafwandelnde Bären              | The Eagle And The Bear | 5. Apr. 2014         | 30. März 2014                         |
| 25         | 5         | Lavals Geheimnis                   | Tooth Or Consequences  | 12. Apr. 2014        | 6. Apr. 2014                          |
| 26         | 6         | Die Befreiung des Legendären Löwen | This May Sting A Bit   | 19. Apr. 2014        | 6. Apr. 2014                          |

### Staffel 3:(Legend of the Fire Chi)
| Nr. (ges.) | Nr. (St.) | Deutscher Titel                   | Originaltitel          | Erstausstrahlung USA | Deutschsprachige Erstausstrahlung (D) |
| ---------- | --------- | --------------------------------- | ---------------------- | -------------------- | ------------------------------------- |
| 27         | 1         | Feuerflügel                       | Fire Dreaming          | 9. Aug. 2014         | 23. Sept. 2014                        |
| 28         | 2         | Die Jäger der Eiszeit             | Attack Of The Ice Clan | 16. Aug. 2014        | 24. Sept. 2014                        |
| 29         | 3         | Die Rückkehr der Legendären Tiere | The Call Of Cavora     | 23. Aug. 2014        | 25. Sept. 2014                        |
| 30         | 4         | Die Feuerprobe                    | Trial By Fire          | 30. Aug. 2014        | 26. Sept. 2014                        |
| 31         | 5         | Der magische Hügel                | The Crescent           | 6. Sept. 2014        | 29. Sept. 2014                        |
| 32         | 6         | Babysitter für Flinx              | Fired Up!              | 13. Sept. 2014       | 30. Sept. 2014                        |
| 33         | 7         | Der kleine Feuer-Vogel            | Cool And Collected     | 20. Sept. 2014       | 1. Okt. 2014                          |
| 34         | 8         | Die Tunnelkatze                   | The Snowball Effect    | 27. Sept. 2014       | 2. Okt. 2014                          |
| 35         | 9         | Königliche Angelegenheiten        | The King Thing         | 4. Okt. 2014         | 6. Okt. 2014                          |
| 36         | 10        | Die Gletscher-Falle               | A Very Slippery Slope  | 11. Okt. 2014        | 7. Okt. 2014                          |
| 37         | 11        | Die legendäre Chima-Karte         | The Artifact           | 18. Okt. 2014        | 8. Okt. 2014                          |
| 38         | 12        | Die eisige Schlucht               | The Phoenix Has Landed | 25. Okt. 2014        | 9. Okt. 2014                          |
| 39         | 13        | Ein Funken Hoffnung               | A Spark Of Hope        | 1. Nov. 2014         | 10. Okt. 2014                         |
| 40         | 14        | Die Feuerflügel                   | Wings Of Fire          | 22. Nov. 2014        | 20. März 2015                         |
| 41         | 15        | Das Feuerflügellicht              | The Heart Of Cavora    | 22. Nov. 2014        | 20. März 2015                         |